# Trilj
Trilj (u rimsko doba Tilurium) grad je u Splitsko-dalmatinskoj županiji.

## Opis
Položaj na komunikacijskom smjeru između priobalja i unutrašnjosti Dalmacije, na mjestu najpovoljnijeg prijelaza preko rijeke Cetine neposredno prije njenog kanjonskog korita, odredio je ulogu Trilja u prošlosti, određuje je danas, a zacijelo će tako biti i u budućnosti. Na području grada Trilja sačuvani su brojni arheološki nalazi koji svjedoče o kontinuitetu življenja još od najstarijih prapovijesnih vremena.Prvi etnički poznati stanovnici ovog kraja bili su ilirski Delmati. Živjeli su u gradinskim naseljima čiji položaji prate komunikacijski smjer koji je povezivao njihovo središte Delminium s jadranskom obalom. Stotinu i pedeset godina žestokih borbi s Rimljanima (156. pr. Kr. – 9.) završilo je konačnim porazom Delmata nekoliko godina poslije Kristova rođenja.
Nakon toga, Rimljani su na Gardunu iznad današnjeg Trilja podigli reprezentativni vojni logor Tilurium za svoju VII. legiju koja će  zbog vjernosti caru dobiti naziv Claudia pia fidelis. Legionari su s toga strateškog položaja lako kontrolirali prijelaz preko rijeke Cetine (ant. Hippus), a uz most koji pripada Tiluriumu razvilo se naselje čije ime o toj pripadnosti zorno svjedoči: Pons Tiluri (Ponteluri, Pons Ciluri) – čiji će hrvatski oblik postati Trilj. Rimljani donose svoje gospodarske i kulturne stečevine. Gradi se sustav kolnih cesta od Salone prema unutrašnjosti Provincije Dalmacije.

## Gradska naselja
Gradu Trilju pripada 26 naselja (stanje 2006.), to su: Bisko, Budimir, Čačvina, Čaporice, Gardun, Grab, Jabuka, Kamensko, Košute, Krivodol, Ljut, Nova Sela, Podi, Rože, Strizirep, Strmendolac, Tijarica, Trilj, Ugljane, Vedrine, Velić, Vinine, Vojnić Sinjski, Voštane, Vrabač i Vrpolje.

## Zemljopis
Trilj je smješten u unutrašnjosti Dalmacije, na rijeci Cetini, u zaleđu grada Splita, od kojeg je udaljen 25 kilometara zračne linije. Na jugozapadu ga dijeli od mora planina Mosor od kojeg je udaljen zračnom linijom petnaestak kilometara. Trilj ima submediteransku klimu. Oduvijek je značajno prometno čvorište i najznačajniji mostni prijelaz u unutrašnjosti Dalmacije. Grad i okolica obiluju prirodnim ljepotama i povijesnim spomenicima. Veličina grada i broj stanovnika mijenja se kroz povijest.

## Stanovništvo

### Popis 2011.
Prema popisu stanovništva iz 2011. godine, grad Trilj ima 9.109 stanovnika. Većina stanovništva su Hrvati s 99,20 %, a po vjerskom opredijeljenju većinu od 98,59 % čine pripadnici katoličke vjere.
Danas je grad spojen sa selom Vedrinama, te zajedno čine jedinstvenu urbanu cjelinu s preko 5000 stanovnika. U samom gradu živi oko 3000 stanovnika.
| broj stanovnika | 7116  | 8078  | 8555  | 10060 | 11475 | 11903 | 12337 | 12972 | 12586 | 13338 | 13507 | 13529 | 13394 | 13894 | 10799 | 9109  | 8182  |
|                 | 1857. | 1869. | 1880. | 1890. | 1900. | 1910. | 1921. | 1931. | 1948. | 1953. | 1961. | 1971. | 1981. | 1991. | 2001. | 2011. | 2021. |

| broj stanovnika | 49    |       | 261   | 134   | 147   | 216   |       | 233   | 379   | 403   | 579   | 1079  | 1561  | 2118  | 2381  | 2076  | 1906  |
|                 | 1857. | 1869. | 1880. | 1890. | 1900. | 1910. | 1921. | 1931. | 1948. | 1953. | 1961. | 1971. | 1981. | 1991. | 2001. | 2011. | 2021. |

## Uprava
Gradonačelnik Trilja je Ivan Bugarin (HDZ).

## Povijest
U rimsko doba, ovdje je bio vrlo važan most preko Cetine, na prometnici Salona (današnji Solin, Hrvatska) – Argentaria (današnja Srebrenica, Bosna i Hercegovina). Upravo se tu, na mjestu današnjega grada Trilja (u starorimskim putopisima i cestovnim postajama se spominje kao "Pons Tiluri) račvala u dva pravca – jedan je pravac išao preko Delminija, na sjeveroistok prema Argentariji, a drugi preko Narone, današnjega Vida kraj Metkovića, prema Scodri (današnji Skadar, Shkodra, u Albaniji) i Dirahiju, na jugoistoku.

## Gospodarstvo
U prijeratnom razdoblju popriličan broj stanovnika radio je u tvornici Cetinka koja se bavila proizvodnjom plastičnih proizvoda, a tijekom rata je proizvodila ručne bombe. Završetkom rata tvornica propada, dio radnika dobiva otpremnine a dio ne. Danas je stanovništvo angažirano u uslužnim djelatnostima turističkog tipa, poljoprivredi i djelomično proizvodnji gotovih građevinskih proizvoda. U samom centru grada Trilja nalaze se ugostiteljski objekti te hotel Sv. Mihovila.

## Poznate osobe
- Grše, glazbenik
- Ante Jozić, hrvatski nadbiskup

## Spomenici i znamenitosti
Brojni arheološki nalazi u novije vrijeme pronađeni u koritu rijeke Cetine, ali i brojna arheološka nalazišta u najbližoj okolici (prapovijesna gradinska naselja na Gardunu, Čaporicama, Vedrinama) govore o njegovom značaju u prapovijesno vrijeme. Najpoznatiji od njih je Tilirium, rimski legionatski logor, po kojem je Trilj i dobio ime.
Utvrda Nutjak nalazi se na početku sutjeske rijeke Cetine nizvodno od Trilja.

## Obrazovanje
- Osnovna škola Trilj

## Kultura
Na području grada Trilja djeluje više kulturnih ustanova i udruženja:
- limena glazba "Trilj",
- klapa "Trilj",
- dramska udruga "Tilirium",
- likovna udruga "Trilj" i
- Muzej triljskog kraja

Turistička zajednica grada Trilja je 5. srpnja 2019. otvorio Turistički informativni centar (TIC). Turistički informativni centar će raditi do 1. rujna 2019. svakim danom (osim ponedjeljkom) od 10 do 18 sati.
Od 2017. se svakog srpnja održava Thrill Blues Festival, festival blues glazbe koji ugošćuje izvođače svjetske i regionalne blues scene.

## Šport
Na području Trilja djeluje više športskih klubova koji obogaćuju život u gradu tokom cijele godine:  
- rukometni klub "Trilj – Pršut Voštane"
- Kuglački klub "Bojovnik Trilj", ranije "Cetinka" i "Trilj"
- košarkaški klub "Cetina"
- boćarski klub Trilj
- nogometni klub "Trilj"
- malonogometni klub Trilj
- planinarsko društvo "Jelinak"  Trilj
- plesni klub "Triljske mažoretkinje"

## Vanjske poveznice
|  | Zajednički poslužitelj ima još gradiva o temi Trilj |